# Sint-Willibrorduskerk (Deurne)
De Sint-Willibrorduskerk in het Nederlandse Deurne is een deels gotisch, deels neogotisch kerkgebouw. De kerk ligt in het centrum van Deurne op de hoek van de straten Visser en Kerkstraat, grenzend aan de noordoostelijke hoek van de Markt. Het gebouw is sinds 1967 ingeschreven als rijksmonument.

## Geschiedenis
Bij restauratiewerkzaamheden tussen 1961 en 1964 werden romaanse fragmenten van muurwerk aangetroffen. Mogelijk betreft het hier muurwerk van de kerk, zoals die in 1069 in een pauselijke oorkonde wordt vermeld. Deze oorkonde is geenszins een schenkingsoorkonde, zoals weleens abusievelijk wordt vermeld, maar een bevestiging dat de kerk op dat moment in bezit van de abdij van Echternach was. Toch is de eerste kerk op deze plek zeer waarschijnlijk niet veel ouder dan de elfde eeuw.
In de eeuwen erna kwam de huidige kerk tot stand. Het metselwerk van het gotisch koor, dat oorspronkelijk hoger was dan het schip, vertoont opmerkelijke overeenkomsten met dat van het Groot Kasteel in Deurne. Omdat dat gebouw eerder op omstreeks 1460 werd gedateerd, werd dat jaartal ook voor het koor aangehouden. Onderzoek naar de geschiedenis van het Groot Kasteel toonde in 2003 aan dat het oudste (gotische) gedeelte van dit gebouw al vóór 1397 moet zijn gebouwd. Dat kan daarmee evengoed voor het koor gelden. Een groot priesterkoor wordt meestal in verband gebracht met kapittelkerken. Van een seculier kapittel in Deurne is echter niets bekend. Bij de restauratie in de jaren 1960 werd tevens de grafsteen ontdekt van Hendrick van Doerne (overleden in 1508) en Christina van Hemert (overleden in 1499), bewoners van het Groot Kasteel. Daarmee was (opnieuw) een duidelijke link gelegd tussen het kasteel en de kerk.
Onder de parochie van de Willibrorduskerk ressorteerden vóór 1648 de Sint-Antoniuskapel op Veldheuvel, de Sint-Hubertuskapel te Liessel en een aan Maria gewijde kapel te Vlierden. De oudste met name bekende pastoor van Deurne was Macharis de Buck (ca. 1400). In 1557 en 1619 moest de kerk worden hersteld, na stormschade. In 1737 werd de kerktoren getroffen door de bliksem, waarbij de grotendeels houten torenspits tot op het metselwerk afbrandde.
In 1648, het jaar van de Vrede van Munster, werd de kerk in gebruik gegeven aan de Nederduitse Gereformeerde Kerk, de toenmalige staatskerk in de Republiek der Nederlanden. Omdat de Willibrorduskerk veel te groot was voor de kleine protestantse gemeente van Deurne, werden alleen het koor en het dwarsschip als kerk gebruikt. De rest van het gebouw diende als opslagplaats en paardenstal. De veel talrijkere katholieken maakten in deze periode gebruik van een schuilkerk aan de straat Lage Kerk. De pastoor uit die periode, Gerard Jacobs, zorgde tevens in 1649 voor een nieuwe schuurkerk op de Grotenberg, tussen Deurne en Venray, waar godsdienstvrijheid bestond. Pas in 1801, in de Franse tijd, kregen de katholieken "hun" kerk terug.
Tussen 1881 en 1884 werd door Pierre Cuypers een omvangrijke restauratie en uitbreiding geleid. Aan de toren werden twee zijtorens toegevoegd. Tijdens de restauratie stortte het middeleeuws gewelf van het middenschip en het noordertransept in, waarna het gehele middenschip (uitgezonderd de pilaren) werd vervangen en tot dezelfde hoogte als het koor werd opgetrokken. Deze restauratie leidde mede tot het verdwijnen van enkele grafzerken, waaronder die van Jacob Geurts van der Horst, een in 1670 in de huidige Wever vermoord schepen. Tijdens de restauratie door Cuypers werd de kerk voorzien van een uitgebreid neogotisch decoratieschema, waaronder de kruisweg van de in Roermond gevestigde, veelal met Cuypers samenwerkende schilder Peter Heinrich Windhausen.
In 1924, tijdens het pastoraat van de energieke pastoor Hendrik Roes, werd de kerk onder leiding van architect Jan Stuyt verder uitgebreid met een sacristie en een dagkapel, gesitueerd in de oksels van het koor en het dwarsschip.
Bij de eerder genoemde restauratie van 1959-1964 onder leiding van architect Jos Deltrap werden de spitsen van de neogotische zijtorens verlaagd en een angelustorentje op het hoogkoor verwijderd. De ingangen in de zijtorens werden dichtgemetseld en aan de zijkanten werden nieuwe aluminium ingangspartijen gecreëerd. De teruggevonden fragmenten van de grafsteen van Hendrick van Doerne en Christina van Hemert werden herplaatst in de noordelijke zijtoren en aldaar in cement gegoten.
De laatste restauratie tot nu toe vond plaats van 1998 tot 2004. Behalve een algehele opknapbeurt voor het gebouw, werd een grafkelder heropend en archeologisch onderzocht, en werden de gewelven van middenschip en hoogkoor toegankelijk gemaakt. In een laatste fase zullen ook de moderne aluminium ingangen worden vervangen door een beter bij het historische gebouw passende entreepartij.

## Beschrijving

### Exterieur
De Sint-Willibrorduskerk is kruisbasiliek opgetrokken in Baksteen. De kerktoren is grotendeels gotisch; het oudste deel dateert uit het begin van de dertiende eeuw. Het voor een dorpskerk opmerkelijk grote koor met vijfzijdige koorsluiting is eveneens gotisch; het verving omstreeks 1465 een kleiner koor. Omstreeks dezelfde tijd werd het dwarsschip gebouwd. De zijbeuken en het verhoogde middenschip kwamen omstreeks 1882 tot stand in neogotische stijl. De kooraanbouwen (sacristie en dagkapel) dateren uit 1924.

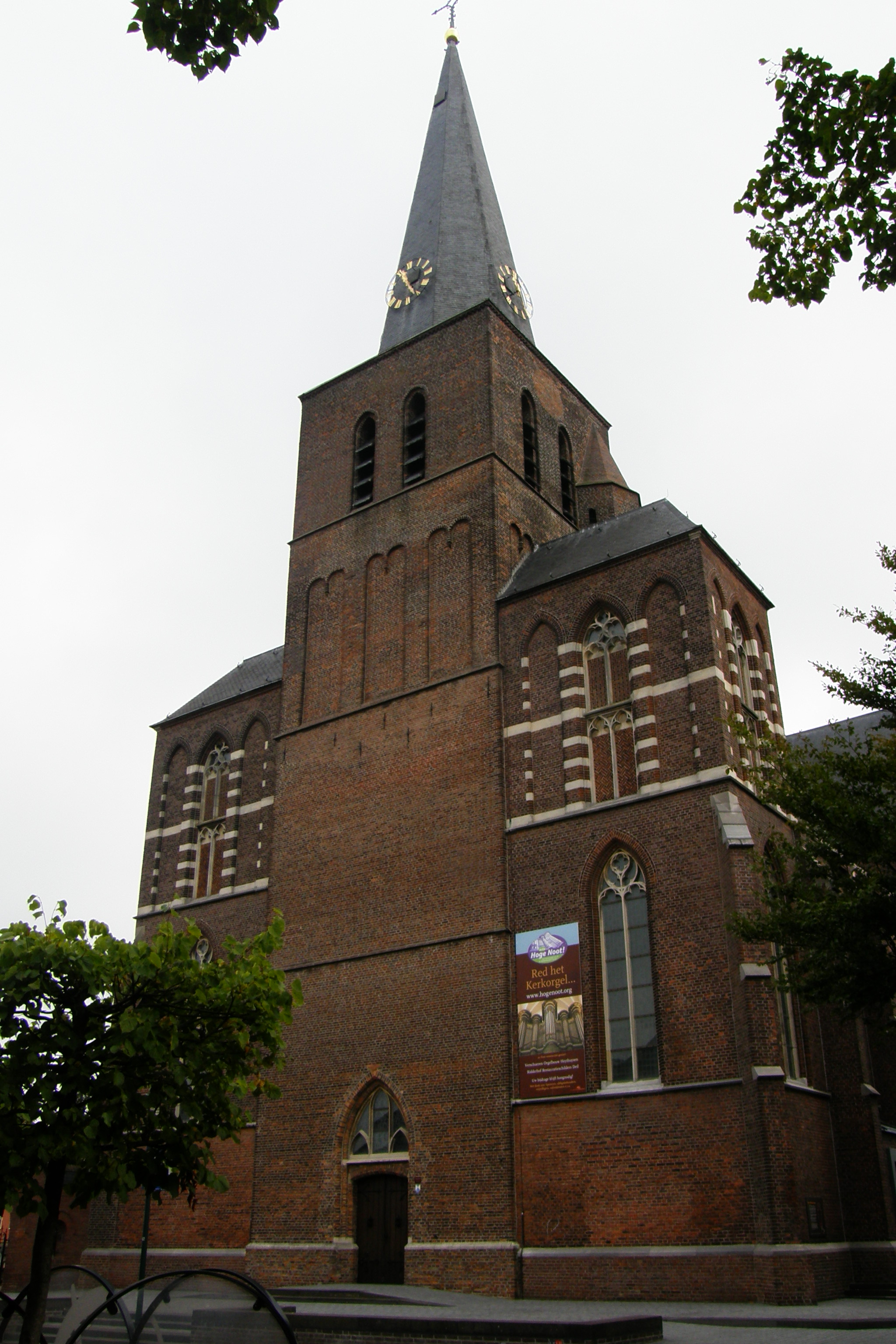
Westelijk torenfront
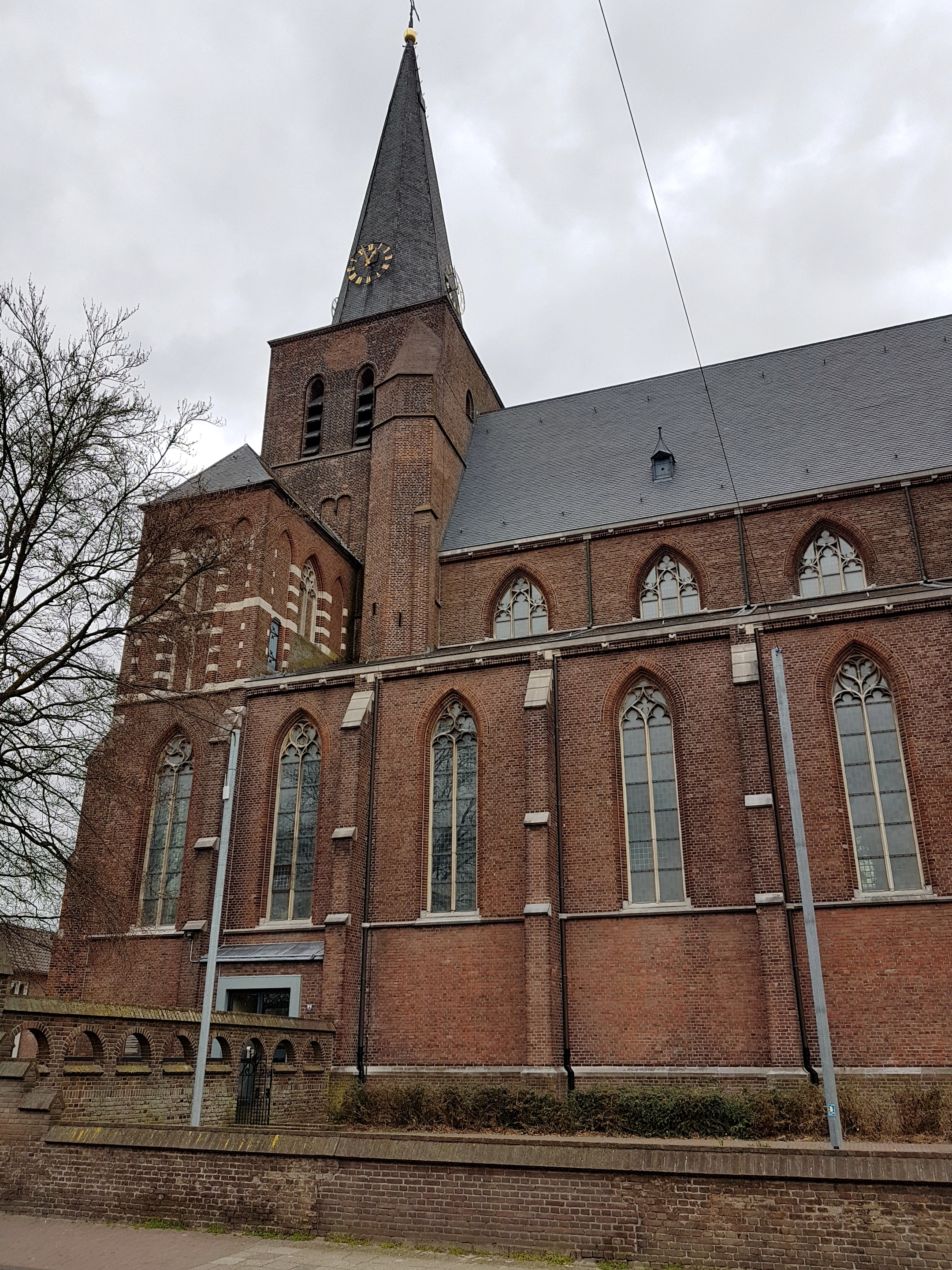
Zuidelijke zijbeuk en toren
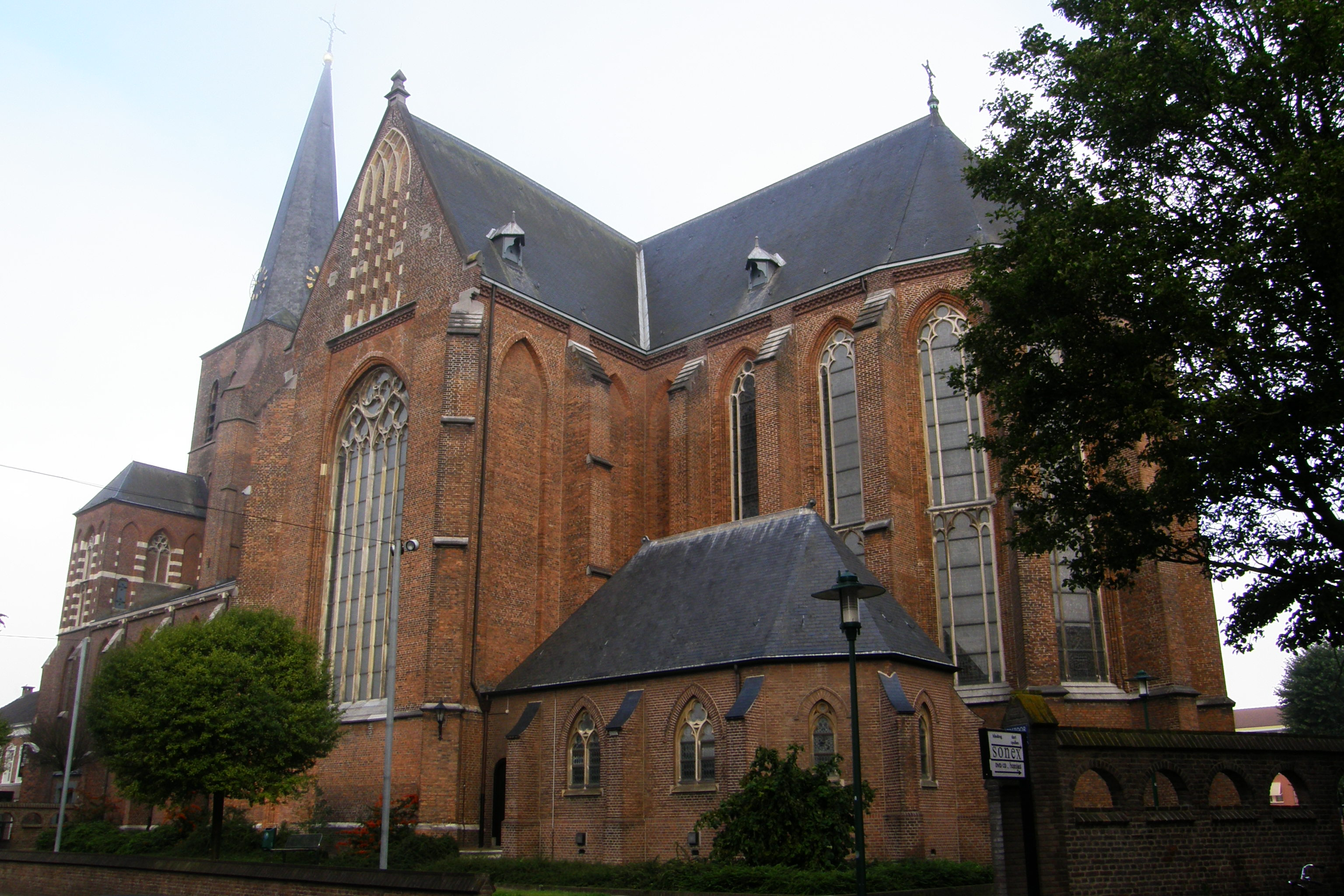
Zuidertransept en koor
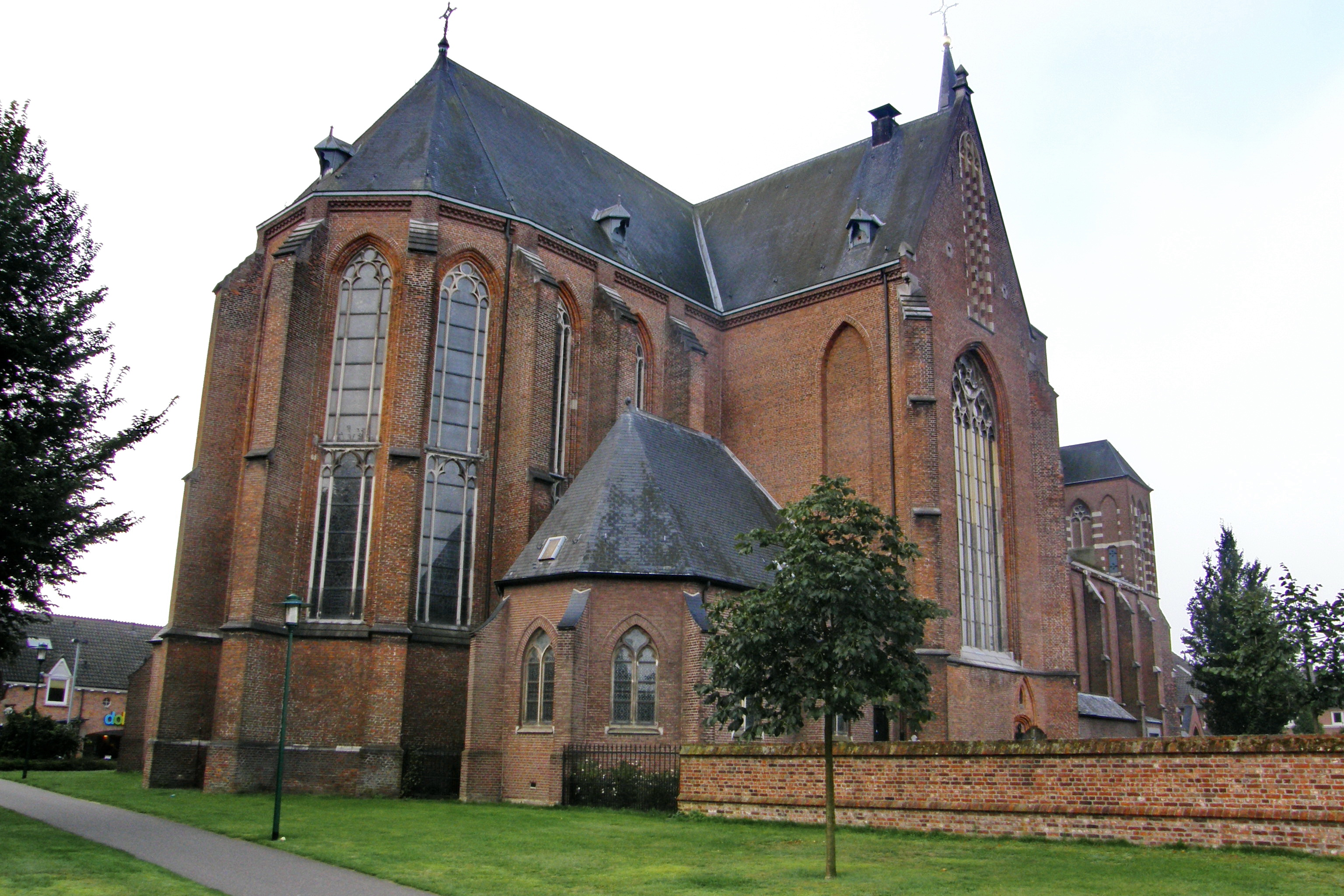
Koor en noordertransept

### Interieur
De kerk bestaat uit een middenbeuk, twee zijbeuken, een dwarsschip en een priesterkoor. Het koor en zuidertransept bezitten nog oorspronkelijke net- en stergewelven; dat in het noordertransept werd in 1881 vervangen na instorting van het middeleeuwse gewelf. In de transepten bevinden zich nog sporen van muurschilderingen. In de klokkenstoel bevinden zich vier luidklokken, waarvan twee achttiende-eeuwse: een met een diameter van 125 cm (Joseph Petit, 1742) en een met een diameter van 53 cm (Aexius Jullien, 1720).
De oorspronkelijke kerkinventaris is tijdens de periode 1648-1801 grotendeels verloren gegaan. Noemenswaard zijn het kerkorgel (oorspronkelijk F.C. Smits, 1838; uitgebreid door L.A. van Nistelrooy & A. Kuyte, 1881; opnieuw gerestaureerd en uitgebreid door Elbertse Orgelmakers, 1954), een houten beeld van Sint-Barbara (19e-eeuws?) en de eerder genoemde geschilderde kruisweg (P.H. Windhausen, 1886).

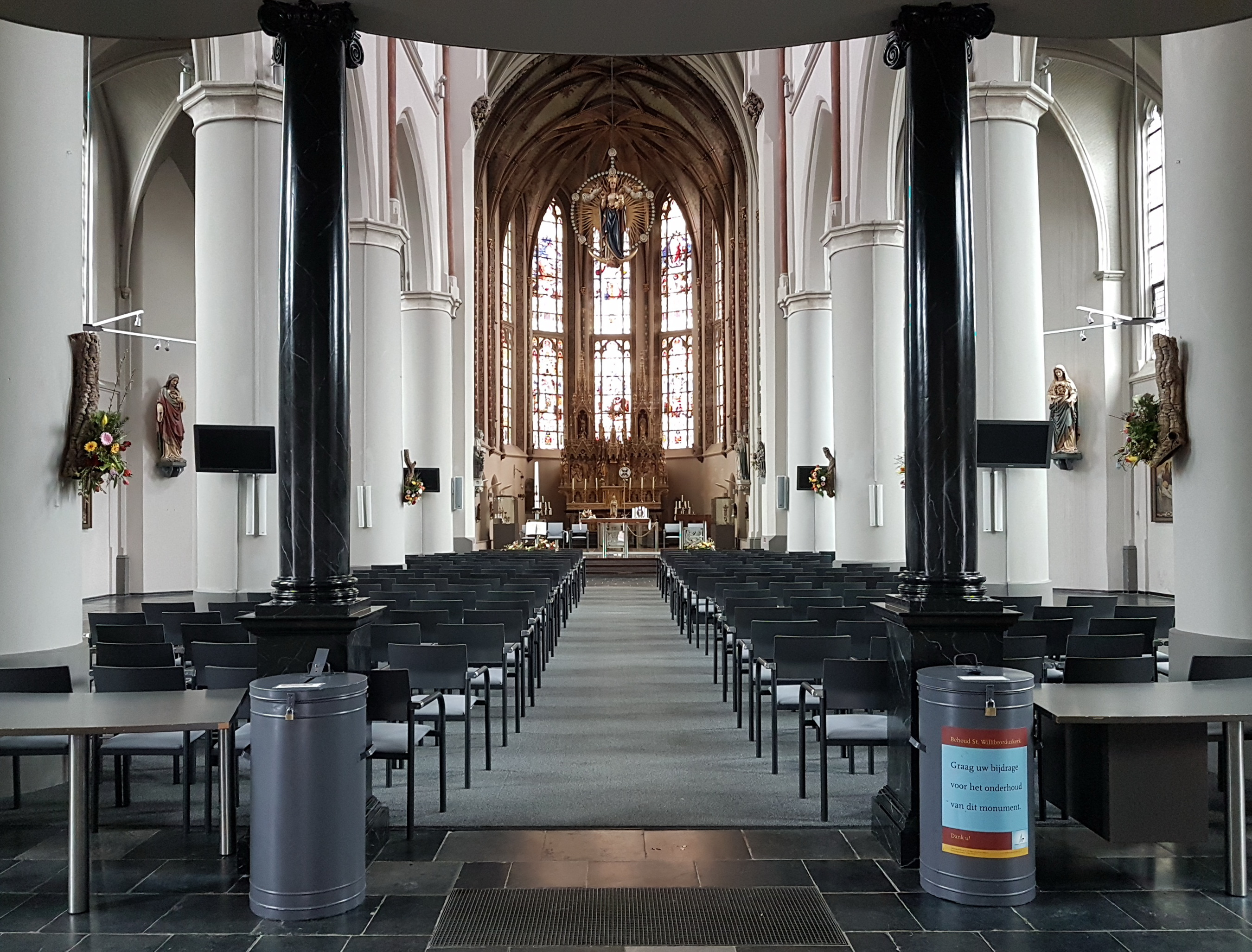
Interieur naar het oosten
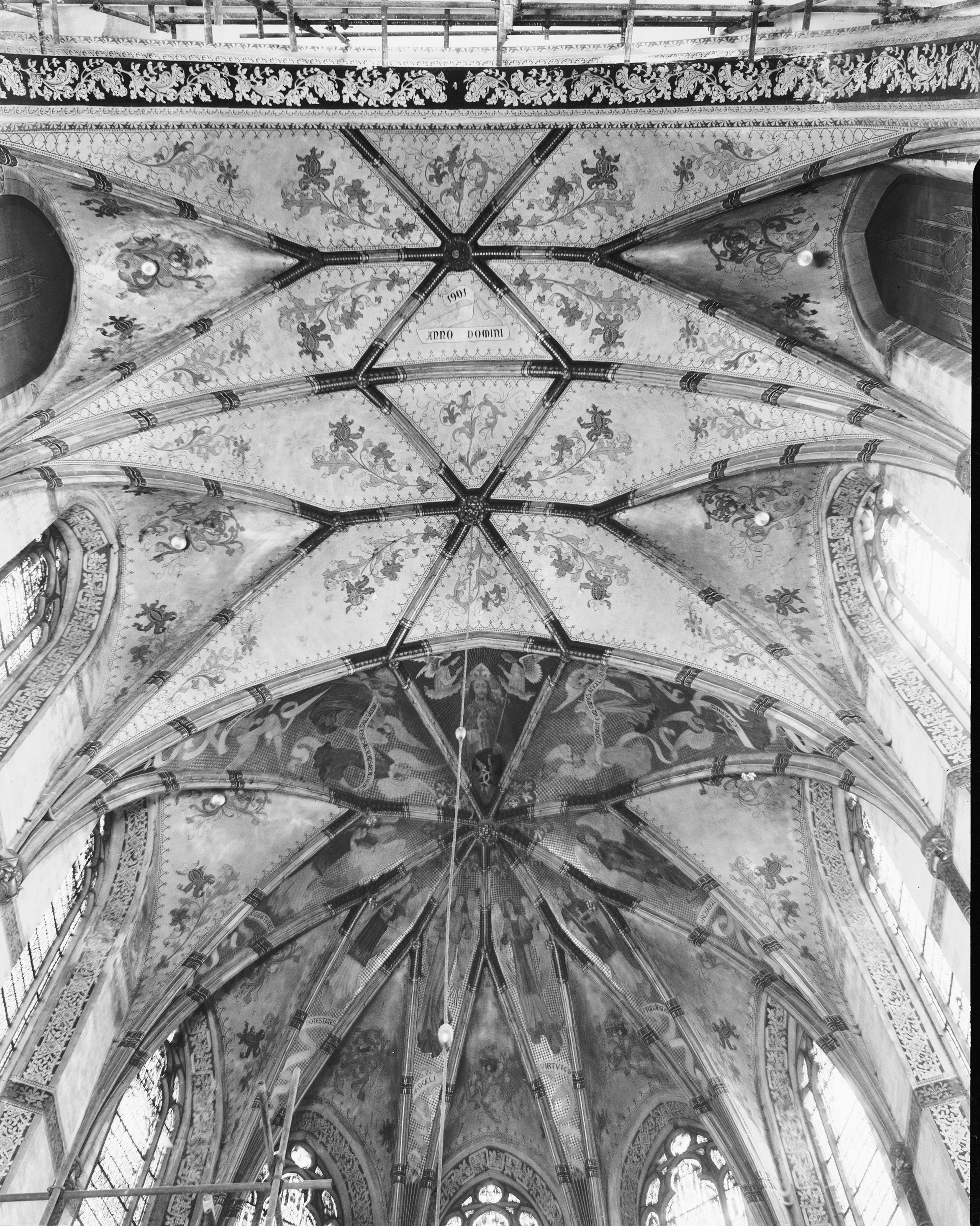
Koorgewelf
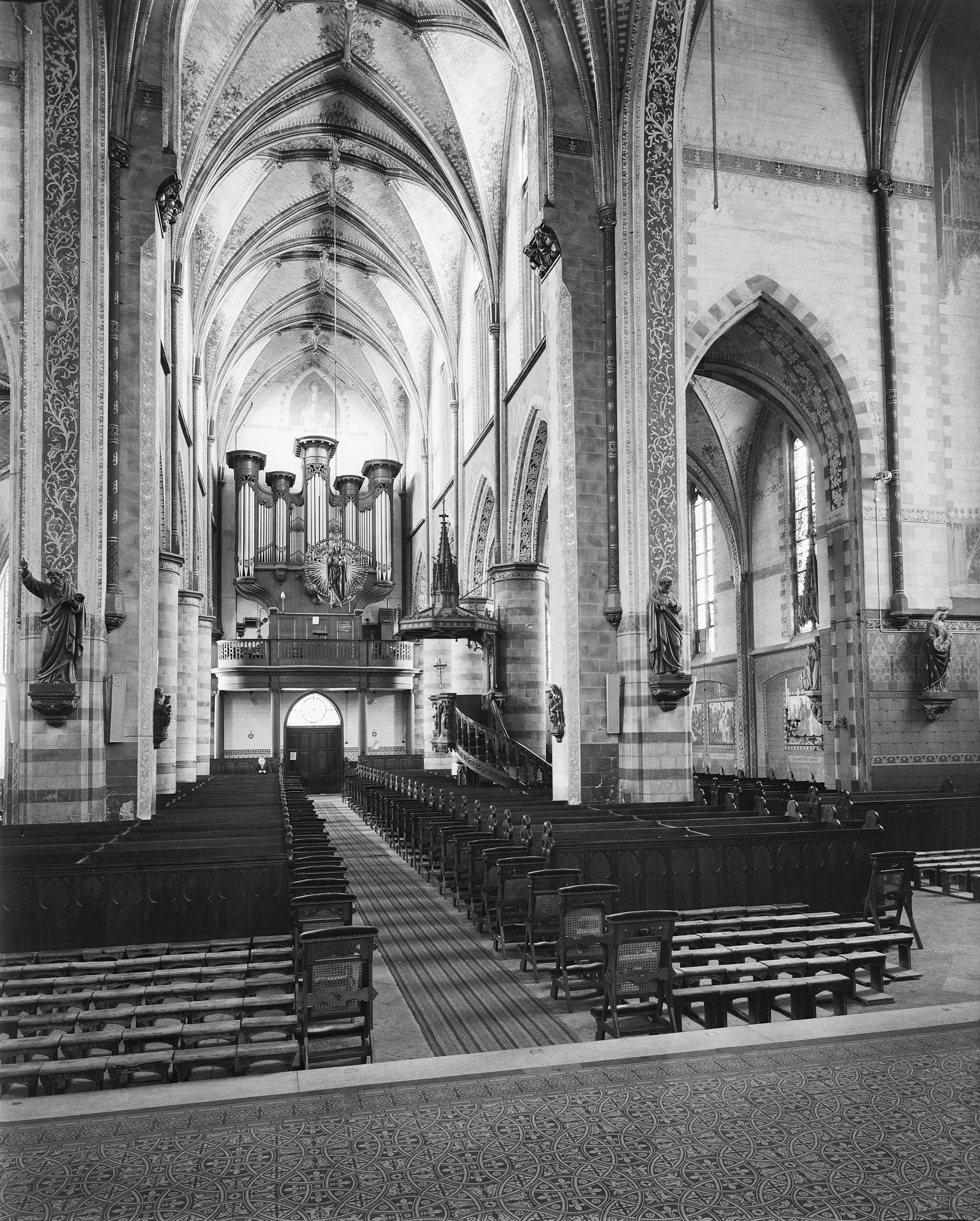
Interieur naar het westen
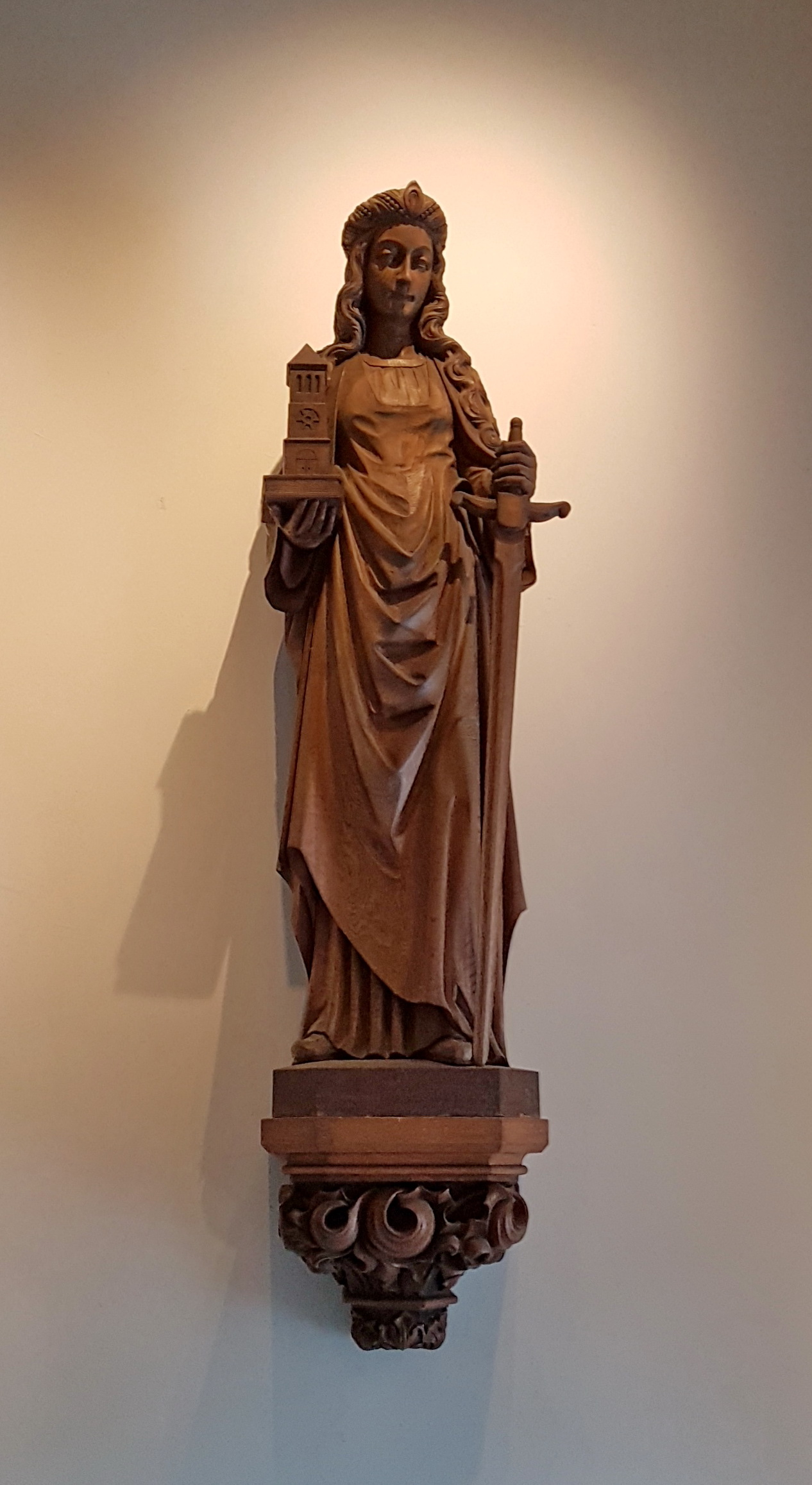
Beeld Sint-Barbara

### Omgeving
Rondom de kerk bevindt zich het restant van een begraafplaats, buiten gebruik gesteld in de jaren zestig. De oudste grafzerken dateren uit de negentiende eeuw; de meerderheid uit het midden van de twintigste eeuw. Het kerkhof wordt omgeven door een bakstenen muur met een ezelsrug, gemetselde rondboogjes en enkele poorten met siermetselwerk.
Naast de kerk stond vroeger de Heilig Hartkapel, waarin in 1933 een Heilig Hartbeeld werd geplaatst. De kapel werd begin jaren zestig afgebroken. Het beeld staat sinds 1993 aan de Kruisstraat.

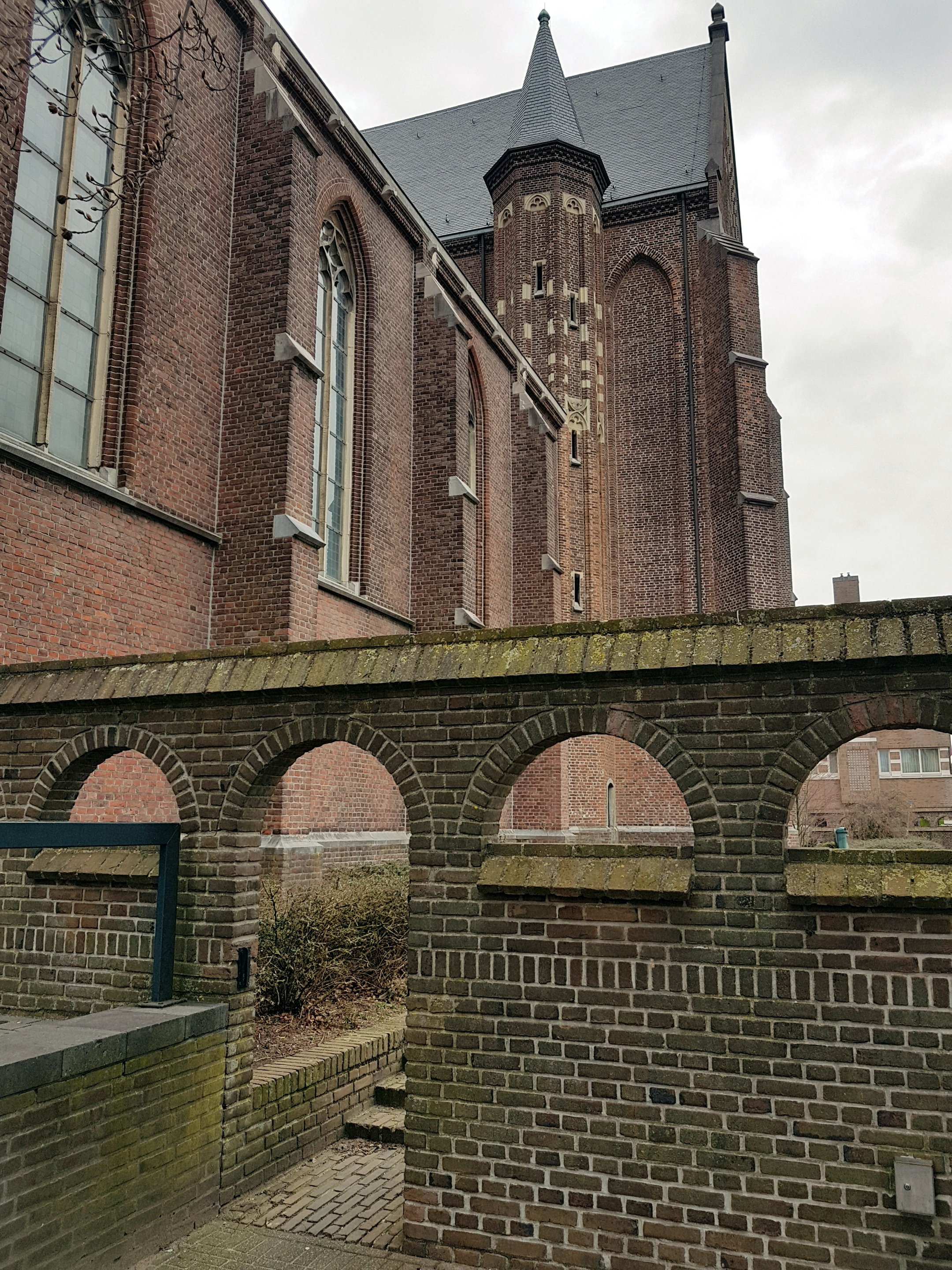
Ommuring kerkhof, zuidzijde
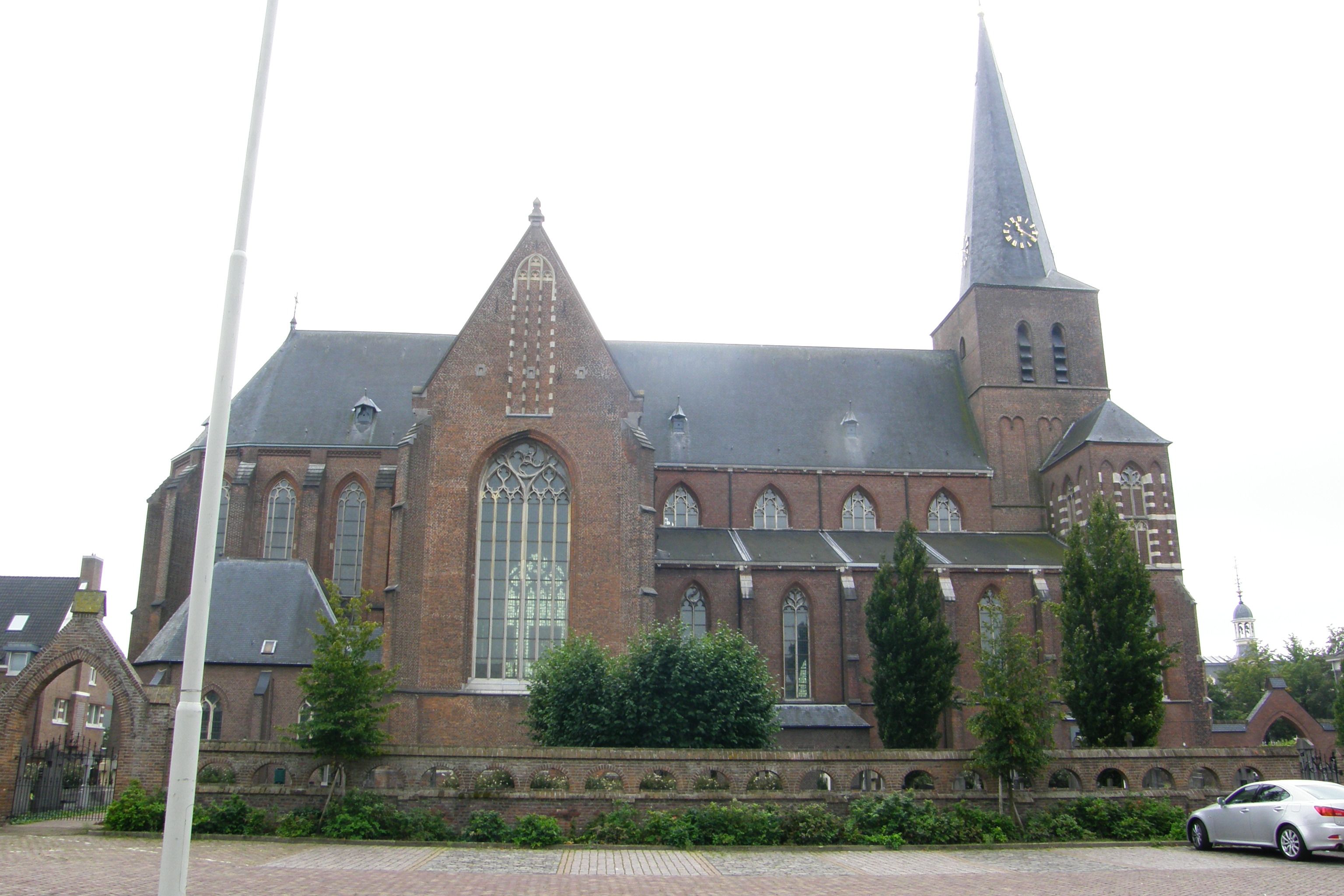
Ommuring kerkhof, noordzijde
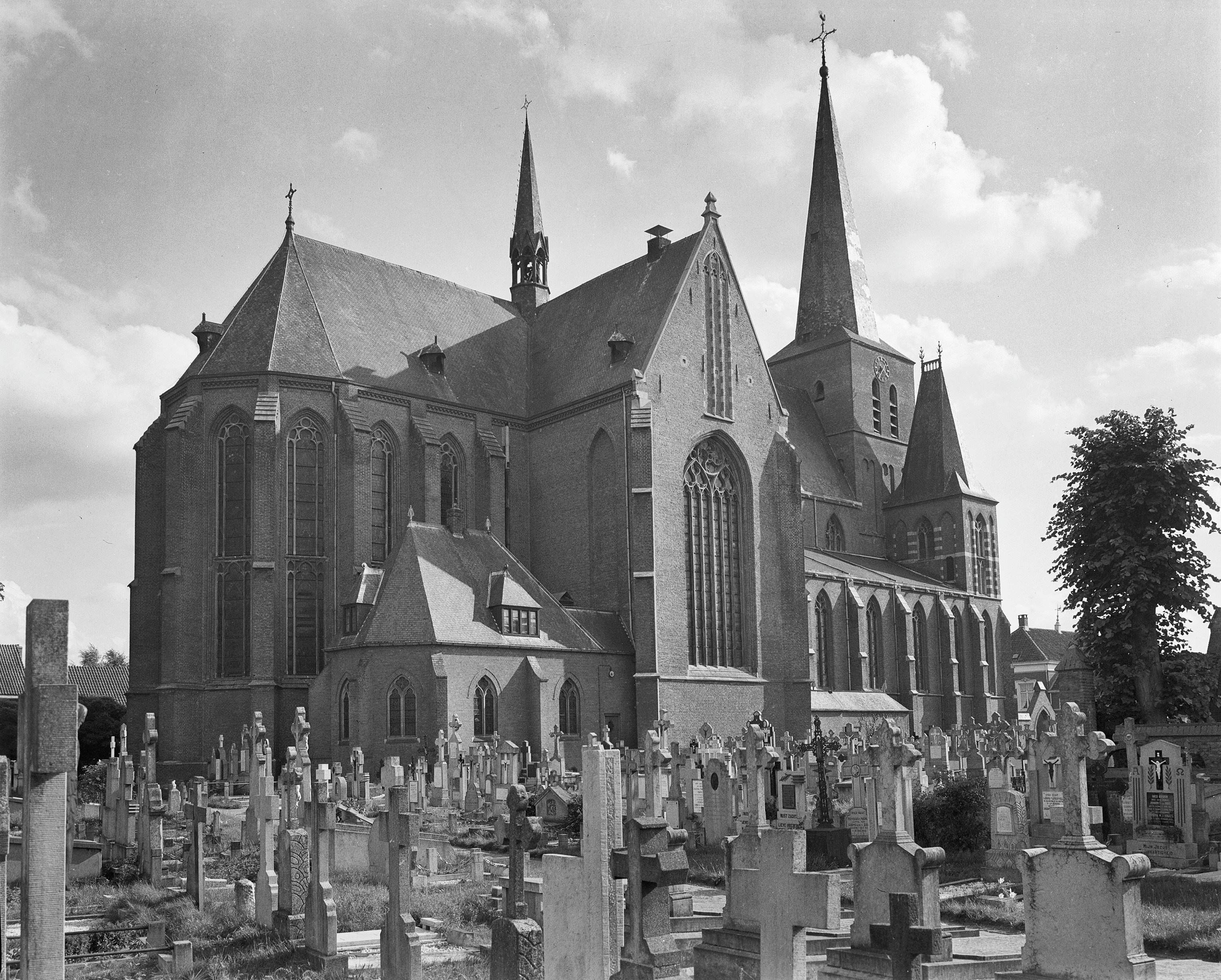
Begraafplaats in 1957
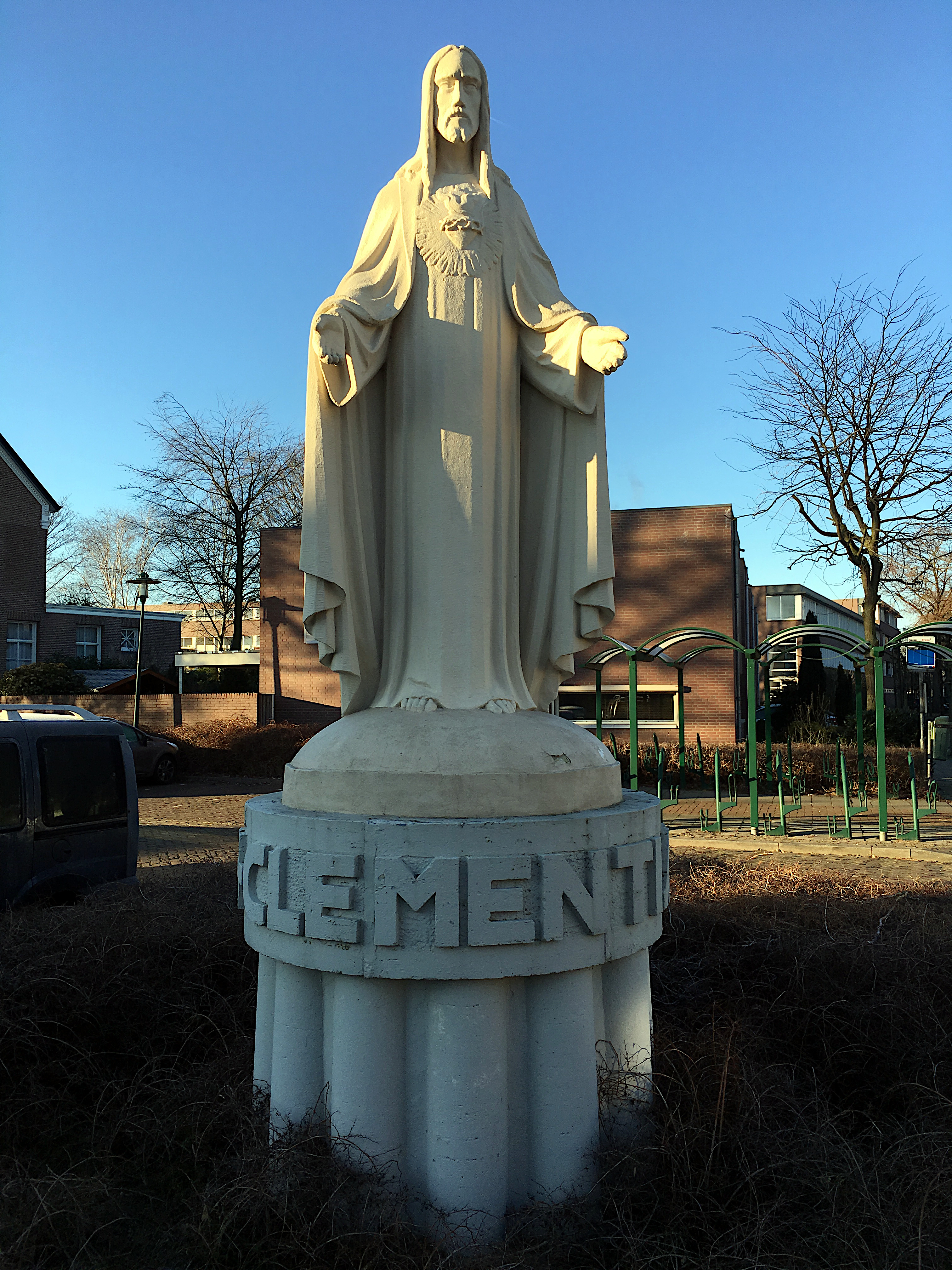
Heilig Hartbeeld